# Grand-Hornu
Le Grand-Hornu est un ancien complexe industriel de charbonnages faisant partie de l'ancienne commune de Hornu, située dans la région du Borinage, à une dizaine de kilomètres à l'Ouest du centre de Mons, dans le Hainaut en Belgique. Ce site fait partie du patrimoine majeur de Wallonie. De style néoclassique, il compte aujourd'hui parmi les beaux témoignages architecturaux de l'ère industrielle et comprend une des plus anciennes cités ouvrières au monde.
Le site est inscrit au patrimoine mondial de l'UNESCO en 2012 lors de la 36e session du Comité du patrimoine mondial avec trois autres charbonnages de Wallonie comme sites miniers majeurs de Wallonie.

## Historique

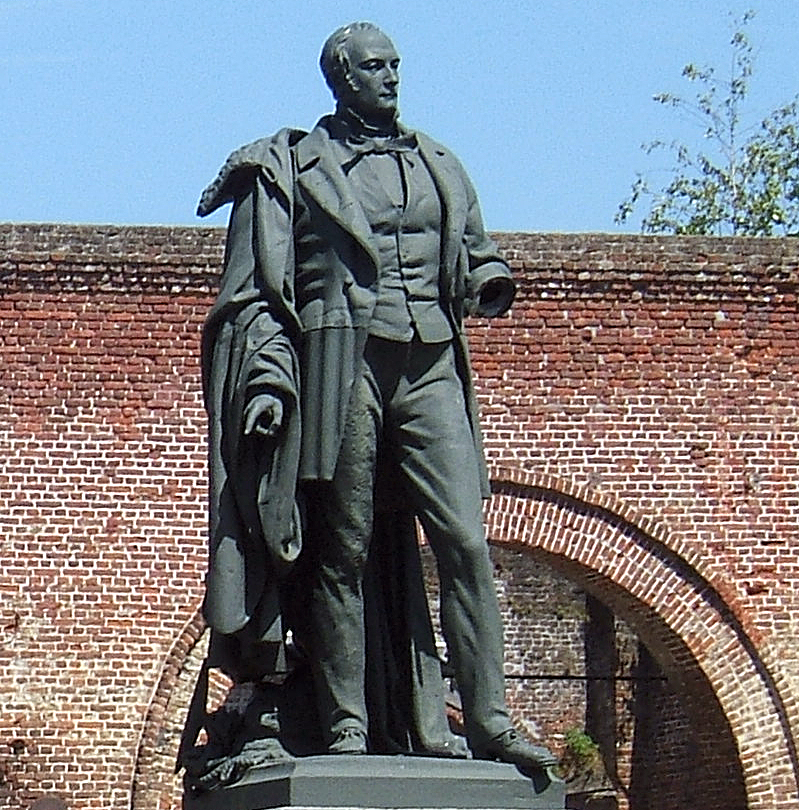
Statue de Henri De Gorge dans la cour ovale.

Charles Sébastien Godonnesche, « fermier général des octrois de la ville et banlieues de Valenciennes », en association avec deux Borains, obtient le 19 janvier 1778, de l’abbaye de Saint-Ghislain, le droit d’exploiter les veines à charbon d’une concession s’étendant de la seigneurie de Quaregnon à celle de Boussu. Les difficultés financières et les problèmes d'exploitation se multiplient et, à la mort de Godonnesche en 1810, sa veuve, Marie Antoinette Félicité Lemercier, vend la concession à Henri De Gorge, riche commerçant lillois.

### L'époque « De Gorge »
Henri De Gorge (1774-1832), relance totalement la production, obtient l'extension de la concession, fonce de nouveaux puits et développe la vente grâce à l'excellente situation géographique du site. Après des débuts erratiques eux aussi, il arrive au succès à la suite du creusement du cinquième puits en 1814, qui permet l'exploitation d'excellentes couches de charbon. Dès 1816, il décide de développer un grand projet architectural qui doit comprendre une cité ouvrière modèle capable d'attirer et de retenir une main-d'œuvre très mobile à l'époque. 
Il confie la réalisation de son projet visionnaire dans un premier temps à l'architecte lillois François Obin. À la mort de celui-ci en 1825, le projet est repris par l'architecte tournaisien Bruno Renard. Ce dernier, issu d'une famille aisée, a été élève des architectes de l'Empire Charles Percier et Pierre Fontaine et a sans doute consulté à Paris l'ouvrage de Claude-Nicolas Ledoux paru en 1804, qui comporte une description de l'évolution rêvée de la saline royale d'Arc-et-Senans.
Les travaux s'achèvent par la mise en service de la fameuse salle des machines en 1831. Mais, entre-temps, De Gorge doit faire face à une violente révolte ouvrière le 20 octobre 1830 au cours de laquelle sa maison, les installations industrielles et du chemin de fer sont pillées et saccagées.
Cette révolte fait suite à l'inauguration, en mai 1830, d'un chemin de fer (à traction chevaline) destiné à évacuer la production du Grand-Hornu vers le canal de Mons à Condé. Ce petit chemin de fer (1800 mètres) permit de remplacer 150 chevaux par 25, ce qui provoqua la colère des nombreux charretiers privés de gagne-pain. Au bout de quelques mois, cette colère fit écho à l'agitation révolutionnaire et aux privations générées par la période instable qui suivit l'indépendance et elle déboucha sur le pillage de plusieurs maisons de marchands de grain la révolte du 20 octobre.
Henri De Gorge meurt du choléra en 1832.
La concession produit alors 120 000 tonnes de charbon par an et emploie près de 1 500 personnes. La veuve De Gorge, Eugénie Legrand, reprend la direction du charbonnage puis le lègue à ses neveux qui constituent une société civile.
En 1835, les chevaux furent progressivement remplacés par des locomotives sur le chemin de fer vers le Canal et ce chemin de fer disparut en 1951 au profit d'un transporteur aérien.

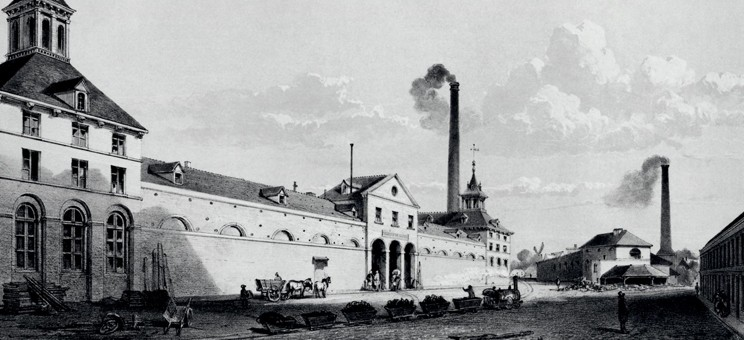
Le charbonnage en activité.

### Fin de l'exploitation
L'exploitation prend fin en 1954 à la suite de mesures prises par la CECA (Communauté européenne du charbon et de l'acier). Après la liquidation, l'ensemble des habitations de la cité sont vendues le plus souvent aux habitants des logements, mais le site du charbonnage reste abandonné plusieurs années. En 1969, il est l'objet d'un arrêté royal le condamnant à la démolition.

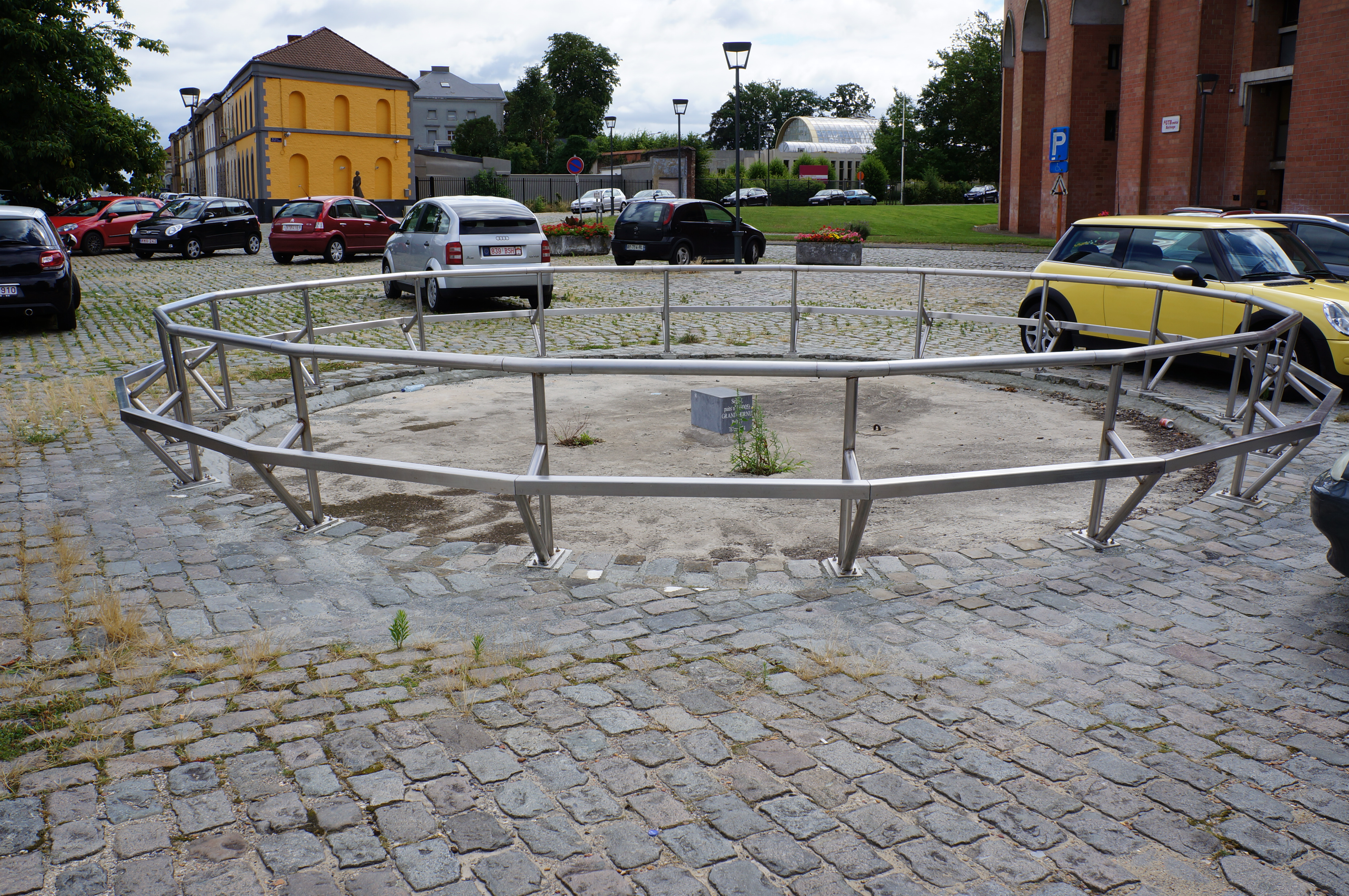
La dalle du puits n°1.
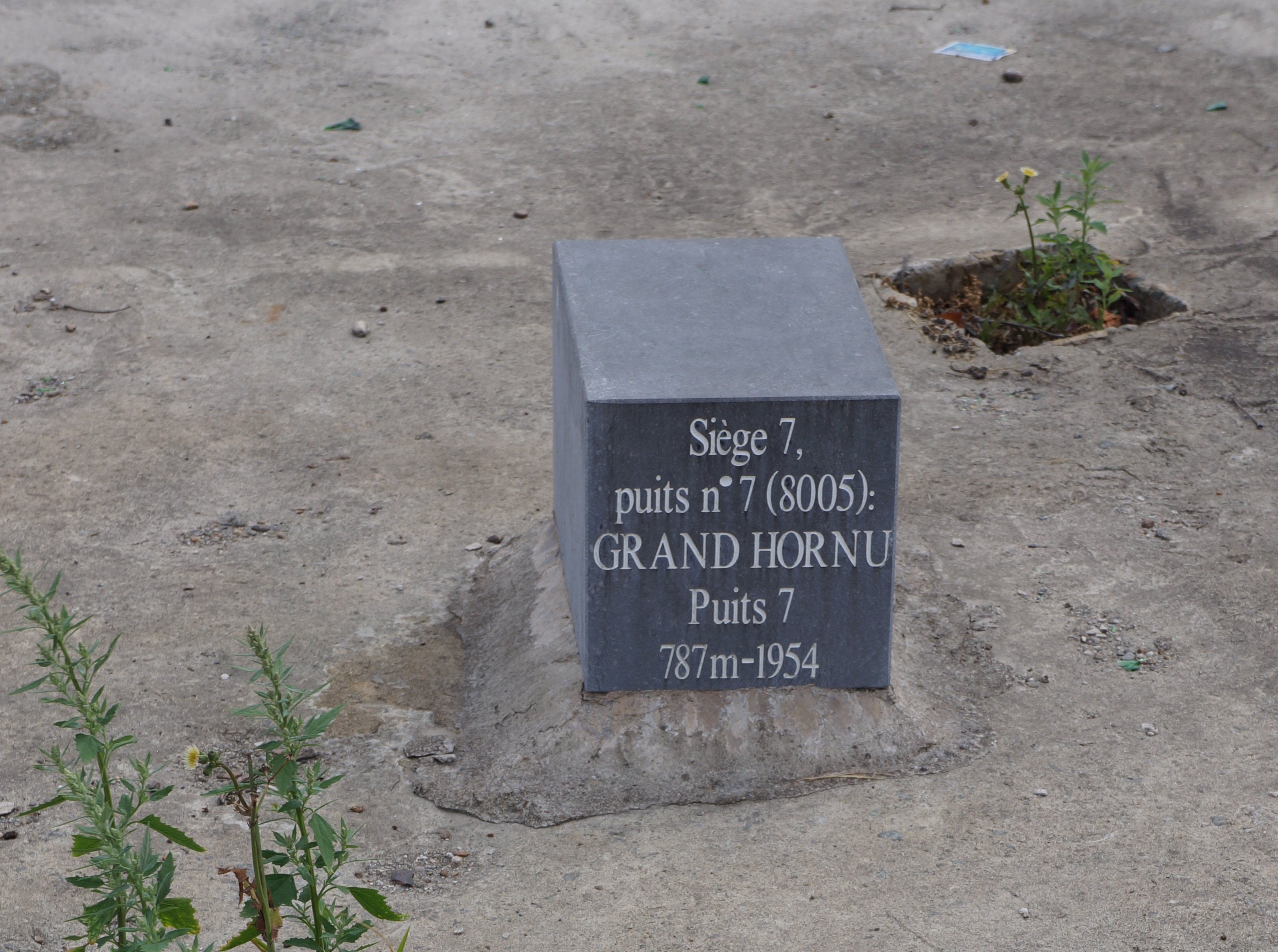
La borne du puits n°1.
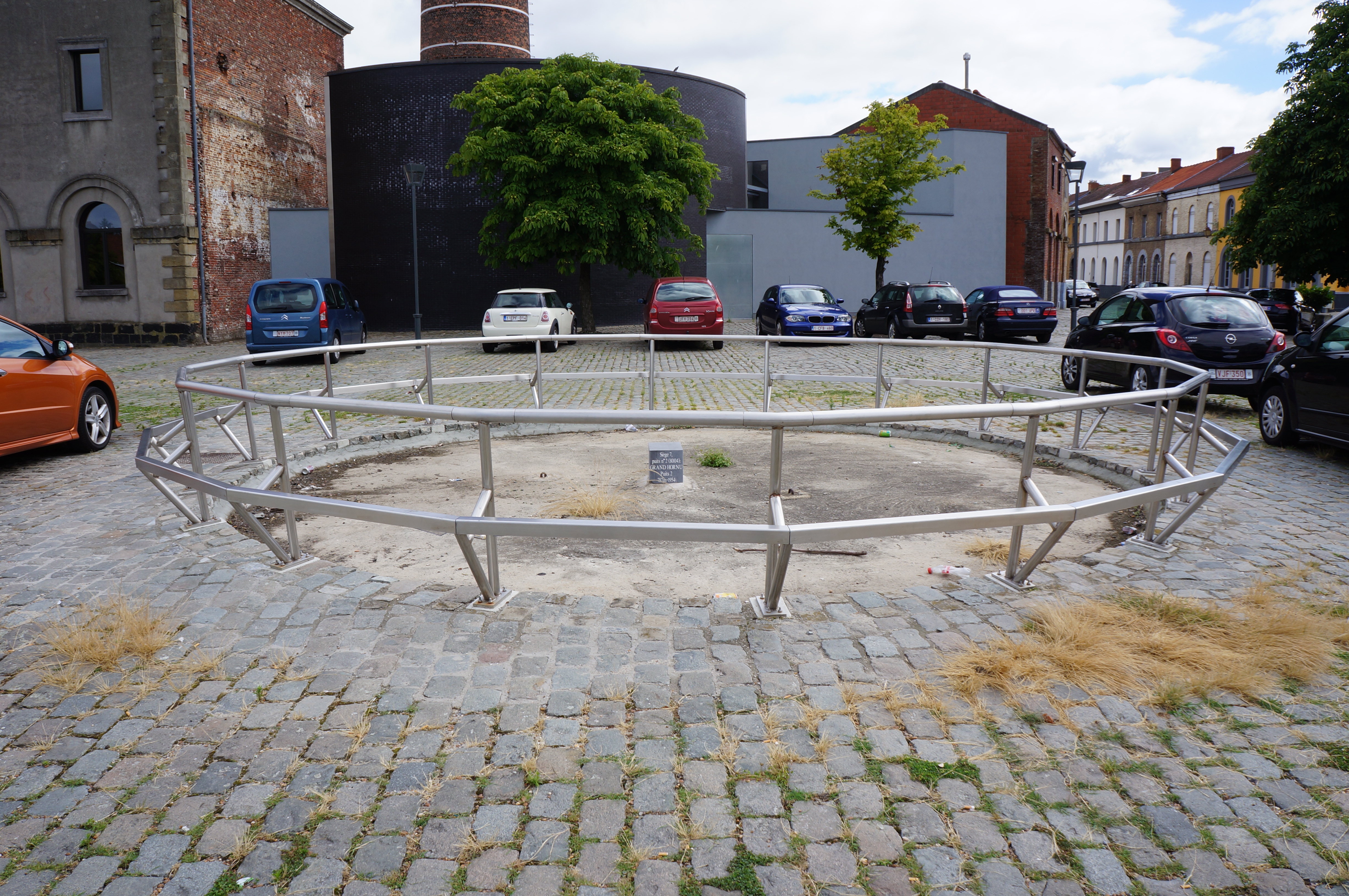
La dalle du puits n°2.
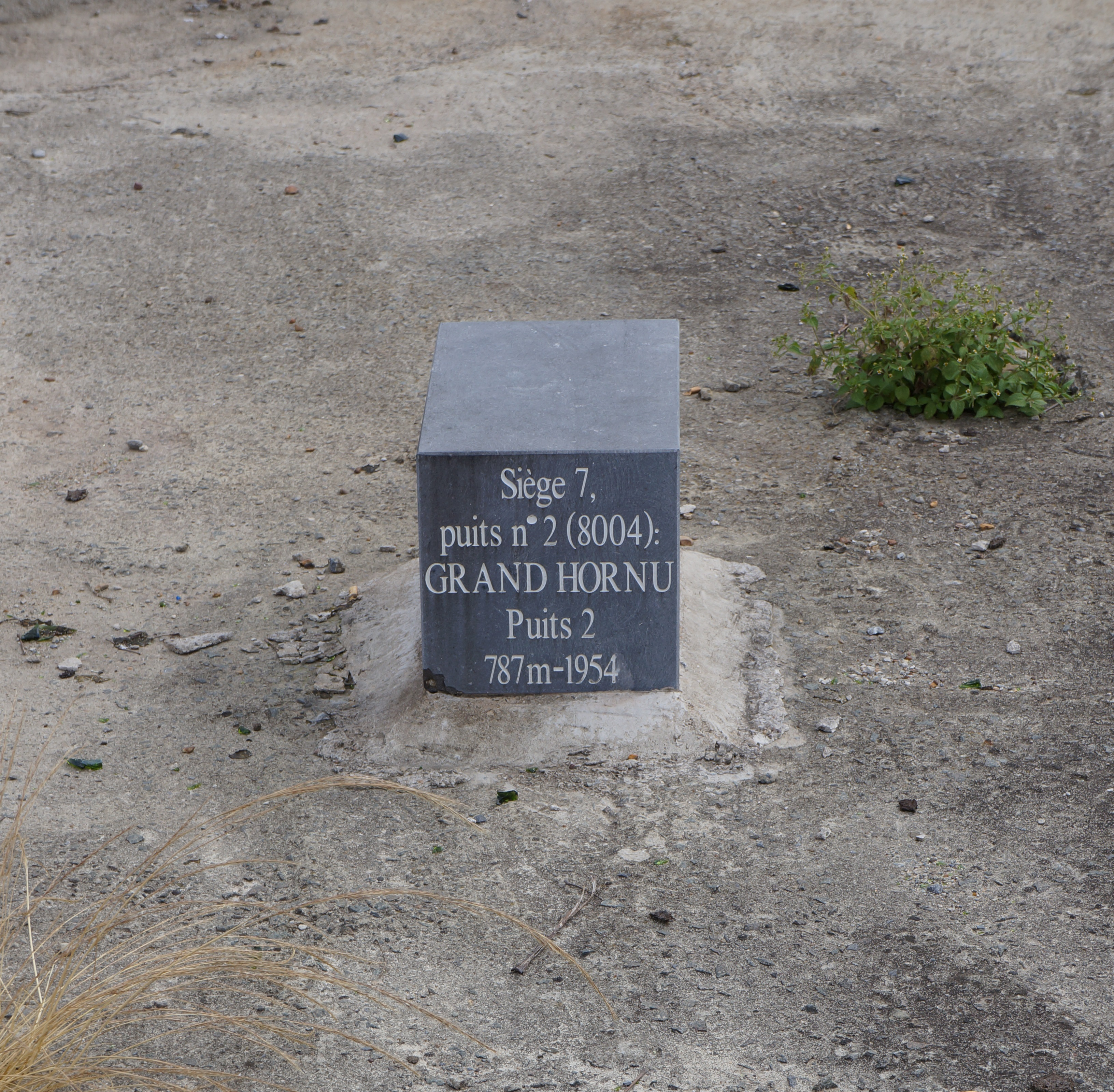
La borne du puits n°2.

### Grand-Hornu Images
Le site est racheté en 1971 par un architecte de Hornu, Henri Guchez, qui entame sa rénovation et sa restauration du site. 
En 1984, la Province de Hainaut crée l'association Grand-Hornu Images, chargée de la gestion  et de l'animation du site. La province finit par racheter la totalité du site ainsi que le château De Gorge en 1989 dans le but d'en faire un centre culturel et de séminaires. Grand-Hornu Images développe dans le même temps une politique d'expositions orientée vers le design et les Arts appliqués qui a fait du Grand-Hornu l'un des lieux européens de référence[réf. nécessaire] pour la démonstration de ces disciplines. 

### Musée et centre de formation
Depuis 2002, le complexe accueille le Musée des arts contemporains de la Fédération Wallonie-Bruxelles (MAC's), installé dans le bâtiment des ingénieurs nouvellement restauré par l'architecte Pierre Hebbelinck.
Le château De Gorge accueille pour sa part un centre de formation aux nouvelles technologies.

### Classement

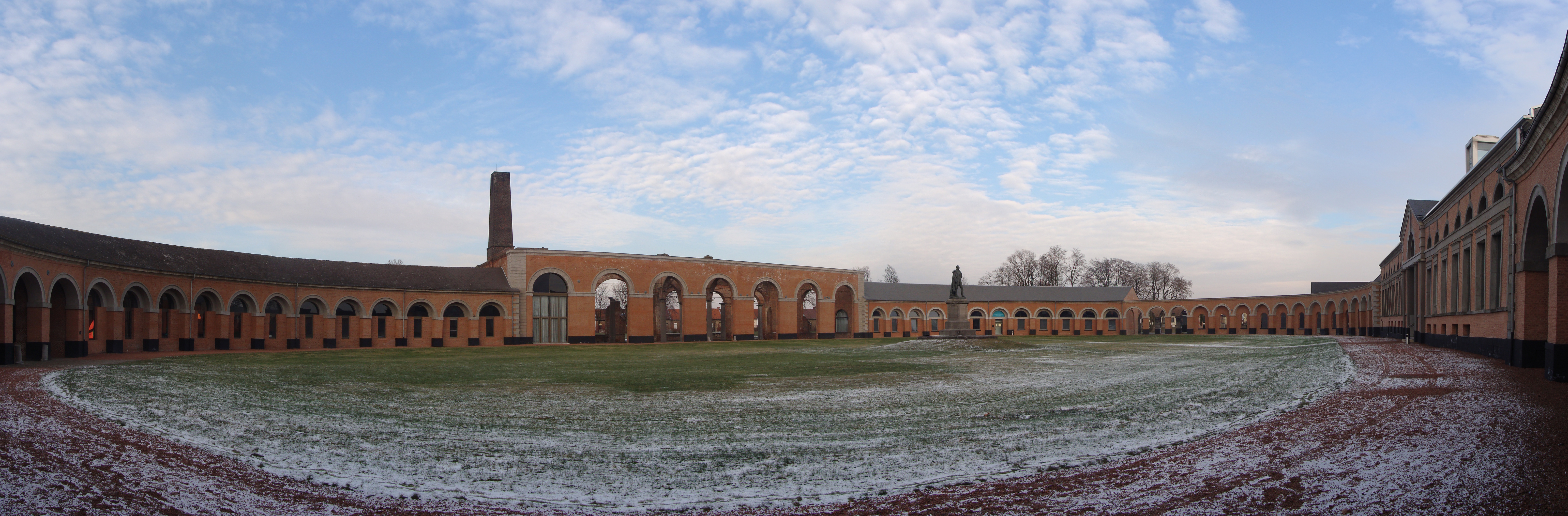
Le Grand-Hornu : Cour Ovale.

À l'occasion de son bicentenaire en 2010, le site du Grand-Hornu, qui fait déjà partie du patrimoine majeur de Wallonie, a introduit, conjointement avec trois autres sites miniers majeurs de Wallonie (Blegny-Mine, le Bois du Cazier et le Bois-du-Luc), sa candidature au patrimoine mondial de l'UNESCO.
Le dossier, examiné en juillet 2010, a été reporté pour information complémentaire ; réintroduit début 2010, il est réexaminé en 2012 par l'UNESCO, qui a reconnu la valeur universelle des biens et l’intégrité des sites présentés. Le site est reconnu par l'UNESCO le 1er juillet 2012 ainsi que trois autres sites miniers de Wallonie.

## Description du site
On distingue plusieurs éléments : 

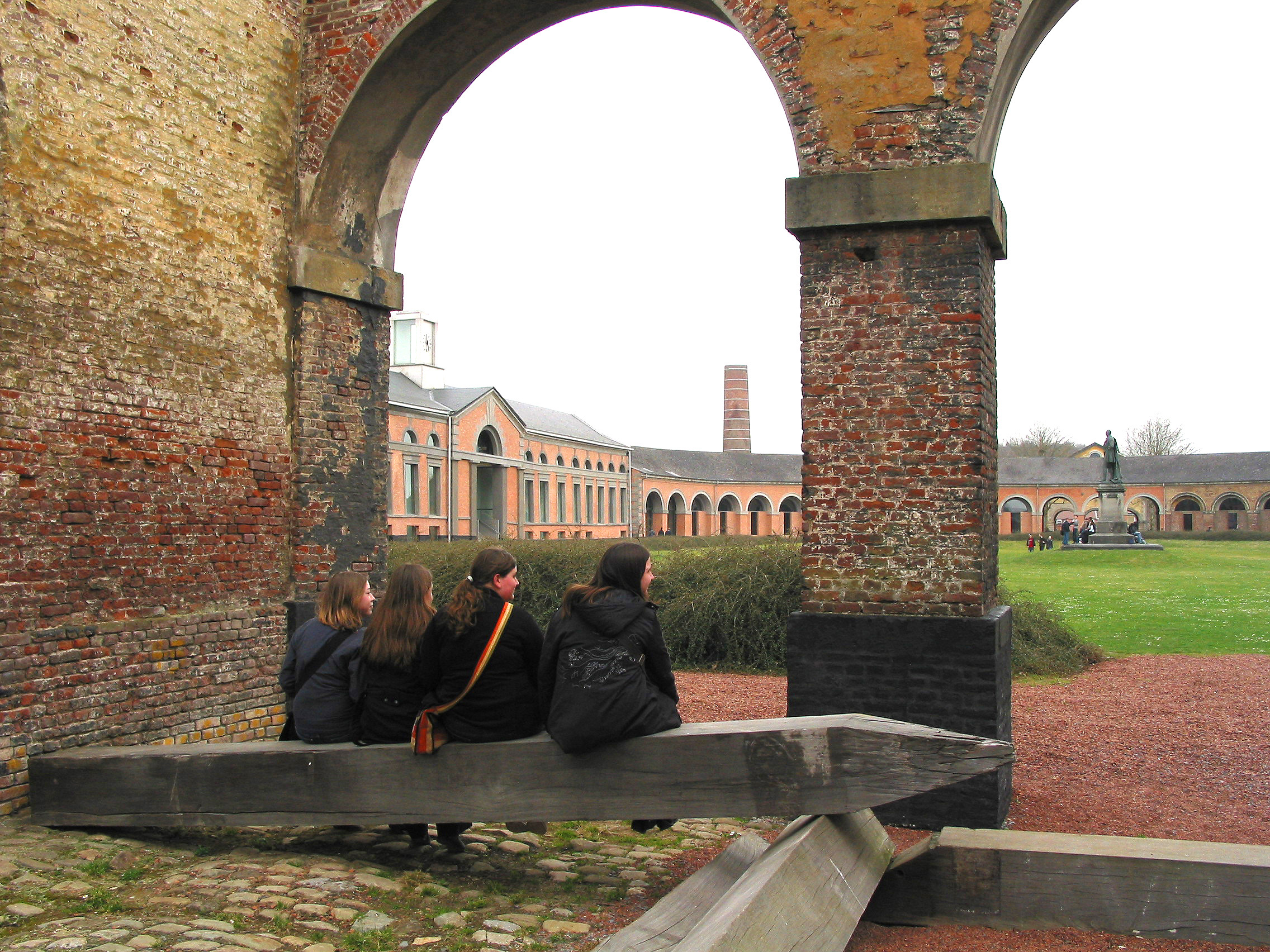
Le Grand-Hornu : Vue de la cour ovale et de la statue d'Henri De Gorge.

- Les installations industrielles centrales : c'est le cœur de l'entreprise et son cœur architectural. Organisées autour d'une grande cour ovale, elle-même enserrée dans un grand quadrilatère, elles comprennent l'atelier de construction des machines (pour les machines à vapeur des mines), différents ateliers et magasins, une fonderie de fer et de cuivre, un four à coke, la lampisterie, des écuries, un magasin de foin ainsi qu'un bâtiment administratif (appelé « Maison des ingénieurs »).
- En 1854, la statue d'Henri de Gorge est installée dans la cour centrale. En 1927, un mausolée y est aménagé sous la forme d'une crypte pour abriter son tombeau et ceux d'une vingtaine de membres de sa famille. Le tout est surmonté d'un christ en croix. Ces bâtiments ont été complètement restaurés.

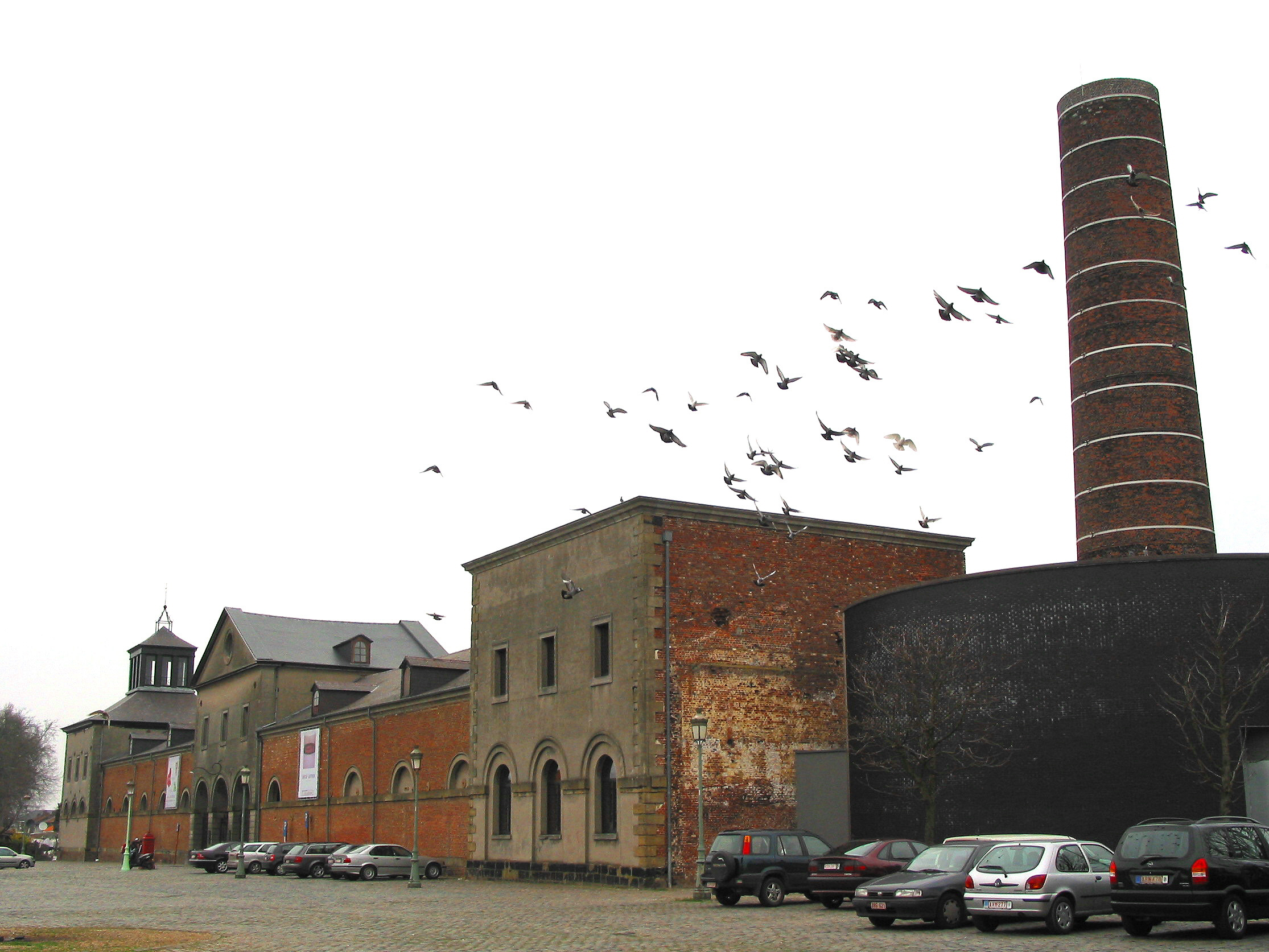
Côté occidental de l'ancien complexe industriel appelé Grand-Hornu.

- La cité ouvrière : construite principalement à partir de 1822, elle comprend 425 maisons au total, installées le long de rues larges (au nombre de 6), rectilignes et pavées. Elles enserrent presque complètement les bâtiments centraux. Chaque maison comprend un four à pain, un point d'eau et un jardin. Toutes ces maisons sont, jusqu'en 1954, identiques, à l'exception des maisons des contremaîtres (ou porions). La hiérarchie de la mine se retrouve dans la cité. Les façades étaient de couleur jaune avec un soubassement noir. Seule une maison, située rue de Gorge, a conservé cette décoration. Le loyer consiste à l'époque en une retenue d'une journée sur le salaire de la semaine. Des équipements collectifs sont aussi mis à disposition des mineurs : une école (obligatoire pour les enfants de moins de 12 ans), un hôpital presque gratuit (disparu, à l'emplacement actuel du centre commercial), une salle des fêtes, des espaces verts (place Verte, lieu où se trouvait un kiosque à musique). On y recense déjà 2 500 habitants en 1829.
- Le château de Gorge, achevé en 1832 (après la mort du propriétaire), n'a jamais été habité. Il a surtout servi de lieu d'accueil lors de visites prestigieuses, telles celles du roi des Belges Léopold Ier en 1832 et 1854.
- Les puits d'extraction, foncés entre 1778 et 1843, sont au nombre de 12, répartis tout autour de la cité et portent pour la plupart des noms de saintes, reprenant les prénoms des femmes et filles des patrons du charbonnage. Ils atteignent une profondeur maximale de 998 m. Le charbon des différents puits est à l'époque rassemblé sur l'esplanade, trié avant d'être vendu en Belgique et en France. Il ne reste presque plus aucune trace de ces fosses, sinon les terrils (ceux des puits n° 9 et 12) et quelques bouches d'évacuation de grisou.

### Livres
- Erick Lecomte, "chronologie d'une épopée industrielle et humaine: Le Grand-Hornu", 2022.
- Yves Robert, Le Complexe industriel du Grand-Hornu, éd. Scala, Paris, 2002, 86 p.  (ISBN 2 86656 305 0)
- Hubert Watelet, Le Grand-Hornu, Joyau de la révolution industrielle et du Borinage, éd. Lebeer-Hossmann, 2e éd. 1993
- Hubert Watelet, Une industrialisation sans développement. Le bassin de Mons et le charbonnage du Grand-Hornu du XVIIIe siècle au milieu du XIXe siècle, éd. de l'université d'Ottawa et recueil de la Faculté de Philosophie et de Lettres de Louvain-la-Neuve, 1980, 538 p. [Critique de l'ouvrage par Marinette Bruwier dans la Revue d'histoire belge contemporaine, n°14, 1983]
- Jean-Noël Mathieu (dir.), "Le charbonnage du Grand-Hornu en Belgique", dans Architecture historique et projets contemporains, la reprise des monuments, pratiques de la réutilisation sur 40 sites en Europe aujourd'hui, éd. Le Moniteur, Paris, 2003, pp. 82-99.
- Nathalie Vanmunster, "Le Grand-Hornu", dans Jean-Patrick Duchesne et Pierre Henrion (dir.), Patrimoine et réaffectation en Wallonie, Namur, Division du Patrimoine D.G.A.T.L.P., 2005, pp. 67-71.
- Promenade autour du Grand-Hornu. La cité ouvrière et les fosses, livret de visite édité par Le Grand-Hornu Images, 2006.
- Alain Jouret, Les désordres d’octobre 1830 en Hainaut, dans Annales du Cercle d’Histoire et d’Archéologie de Saint-Ghislain et de la Région, t. V, 1989, pp. 579-635.
- Freddy Joris, « La réaffectation du patrimoine industriel en Wallonie », dans Jean-Claude Daumas (dir.), La mémoire de l’industrie : De l’usine au patrimoine, Besançon, Presses universitaires de Franche-Comté, 2006 (ISBN 978-2-84867-140-6, DOI 10.4000/books.pufc.28139 , lire en ligne), p. 227–236.

### Articles
- Jérôme André, « Le musée n'est pas une cathédrale. À propos de l'impact d'un projet muséal sur son environnement », intervention au colloque de l'INTA[9], Les nouveaux musées, outils vivants de la cohésion et du développement local, Créteil, 12 et 13 mars 2007 [lire en ligne] Intervention du responsable de la conservation du Grand-Hornu
- Jean Barthélemy (nl), « Les leçons du Grand-Hornu pour l'architecture industrielle contemporaine », dans Actes du colloque Y a-t-il une architecture industrielle contemporaine ?, tenu à la saline royale d'Arc-et-Senans les 6 et 7 mai 1999 [lire en ligne]

## Cinéma
- 1965 : La présence désolée d'André Cavens, court-métrage (15 minutes), d'après une nouvelle de Thomas Owen[10].